# 542. pehotni polk (Wehrmacht)
Za druge 542. polke glejte 542. polk.
542. pehotni polk (izvirno nemško Infanterie-Regiment 542) je bil eden izmed pehotnih polkov v sestavi redne nemške kopenske vojske med drugo svetovno vojno.

## Zgodovina
Polk je bil ustanovljen 22. maja 1940 kot polk 10. vala iz nadomestnih čet WK I (Stettin) ter dodeljen 272. pehotni diviziji.
20. junija 1940 je bil polk razpuščen zaradi hitrega zaključka francoske kampanje.
Polk je bil ponovno ustanovljen 27. januarja 1942 kot Rheingold polk WK II na vadbišču Döllersheim in dodeljen 387. pehotni diviziji.
II. bataljon je bil razpuščen 1. avgusta 1942.
15. oktobra istega leta je bil polk preimenovan v 542. grenadirski polk.